# Daniele Padelli
Daniele Padelli, född 25 oktober 1985 i Lecco, är en italiensk fotbollsmålvakt som spelar för Udinese. 

## Karriär
Den 28 maj 2021 blev Padelli klar för en återkomst i Udinese, där han skrev på ett tvåårskontrakt.